# Madridejos
Madridejos é um município da Espanha na província de Toledo, comunidade autónoma de Castilla-La Mancha, de área 262 km² com população de 11195 habitantes (2006) e densidade populacional de 41,50 hab/km².
Localiza-se a 70 quilómetros de Toledo.

## Demografia
| Variação demográfica do município entre 1991 e 2004 | Variação demográfica do município entre 1991 e 2004 | Variação demográfica do município entre 1991 e 2004 | Variação demográfica do município entre 1991 e 2004 |
| --------------------------------------------------- | --------------------------------------------------- | --------------------------------------------------- | --------------------------------------------------- |
| 1991                                                | 1996                                                | 2001                                                | 2004                                                |
| 10                                                  | 10533                                               | 10699                                               | 10860                                               |

## Património
- Praça de Touros
- Moinho Tío Genaros
- Casa das Cadeias
- Museu do açafrão